# Légy
A légy a kétszárnyúak rendjébe tartozó rovarok egy részének hagyományos, mindennapi neve. A legyek nem alkotnak tudományos értelemben vett rendszertani csoportot, ahogy például a rendbe tartozó bögölyfélék, szúnyog-, méhtetű-, bagócs- és cseszlefajok sem. A légynek nevezett fajok többsége a légyalkatúak alrendjébe tartozik. A légy elnevezést gyakran használják egyetlen faj, az ember környezetében leggyakoribb házilégy (Musca domestica) rövidebb neveként is.
A legyek rendkívül gyakori állatok. Sokuk számos betegséget terjeszt. A legyek étrendje változatos: vannak köztük vérszívók, nektárivók, rovarevők, de gyakoriak a bomlástermékeket fogyasztó fajok is. Ilyen értelemben különösen fontosak a természet „takarítása” miatt. A táplálékláncban is kiemelt fontosságú szerepet játszanak.

## A kultúrában
- Az ókori Egyiptomban a légy a bátorság és kitartás jelképe volt, katonai kitüntetésen is szerepeltették.
- Az európai kultúrában a légy egy visszataszító, betegségeket terjesztő rovar. Például Az ördögök fejedelmének egyik címe A legyek ura.
- A Legyek Ura (1954) címmel írt regényt William Golding, melyet  1963-ban filmesítettek meg. Az antiutópia egy gyermekközösséget mutat be.
- A néprajzban ismeretes, hogy a fiúk a legyekkel eljátszanak, azok repülési képességét és súlyukhoz mérten nagy erejét kihasználva.
- A légy (1980) Rofusz Ferenc Oscar-díjas animációs filmje
- A légy (1986) David Cronenberg horrorfilmje, az azonos című folytatást Chris Walas készítette
- Jean-Paul Sartre egzisztencialista filozófus első színpadi művének címe: Legyek.